# Melissodes excurrens
Melissodes excurrens är en biart som först beskrevs av Cockerell 1903.  Melissodes excurrens ingår i släktet Melissodes och familjen långtungebin. Inga underarter finns listade i Catalogue of Life.